# Плешце
Плешце (хрв. Plešce) је насељено место у граду Чабар, Приморско-горанска жупанија, Хрватска.

## Историја
До територијалне реорганизације у Хрватској било је у саставу старе општине Чабар.

## Становништво
У попису становништва из 2011. године, Плешце је имало 140 становника.
| Број становника према пописима | Број становника према пописима | Број становника према пописима | Број становника према пописима | Број становника према пописима | Број становника према пописима | Број становника према пописима | Број становника према пописима | Број становника према пописима | Број становника према пописима | Број становника према пописима | Број становника према пописима | Број становника према пописима | Број становника према пописима | Број становника према пописима | Број становника према пописима |
| ------------------------------ | ------------------------------ | ------------------------------ | ------------------------------ | ------------------------------ | ------------------------------ | ------------------------------ | ------------------------------ | ------------------------------ | ------------------------------ | ------------------------------ | ------------------------------ | ------------------------------ | ------------------------------ | ------------------------------ | ------------------------------ |
| 1857                           | 1869                           | 1880                           | 1890                           | 1900                           | 1910                           | 1921                           | 1931                           | 1948                           | 1953                           | 1961                           | 1971                           | 1981                           | 1991                           | 2001                           | 2011                           |
| 154                            | 142                            | 161                            | 170                            | 172                            | 183                            | 144                            | 165                            | 158                            | 175                            | 176                            | 164                            | 136                            | 178                            | 159                            | 140                            |